# Gregorios Xenopoulos
Gregorios Xenopoulos (9 de dezembro de 1867 — 14 de janeiro de 1951) foi um escritor grego.